# الرابطة الإسلامية الصينية
الرابطة الإسلامية الصينية (CMA) هي منظمة للمسلمين الصينيين في جمهورية الصين (تايوان). تهتم بشؤون المسلمين عموما وتقوم بتقديم أنشطة مختلفة وتدير العديد من المساجد هناك جنبا إلى جنب مع رابطة الشباب المسلم الصيني التي تتنافس معها في التعامل مع الشؤون الإسلامية في تايوان.

## تاريخها

### في الصين
تأسست الرابطة الإسلامية الصينية في الأصل عام 1938 في ووهان في الصين باسم جمعية إنقاذ المسلمين الصينيين (中國 回民 救國 協會) برعاية من الكومينتانغ. تم تغيير اسم المنظمة إلى الرابطة الإسلامية (回教 救國 協會) في عام 1939 ثم تم تغيير اسمها من إلى الرابطة الإسلامية الصينية (中國 回教 協會) في عام 1942. بعد تسليم تايوان من الإحتلال الياباني إلى الصين في عام 1945، عينت الرابطة الإسلامية في نانكينغ تشانغ تسي تشون (常 子 春) ووانغ جينغ تشاي وتشنغ أورين (鄭 厚仁) لتشكيل اللجنة التحضيرية لفرع الرابطة في تايوان في 23 كانون الأول من عام1947.

### في تايوان
في عام 1951، عند نهاية الحرب الأهلية الصينية، أخلت الرابطة مقراتها في الصين مع الحكومة القومية مع تغير الحكومة والتوجه السياسي في الصين وانتقلت مع حكومة الكومينتانغ إلى تايوان واستقرت هناك منذ ذلك الحين. أعيد تأسيسها رسميًا في عام 1958.

## أنشطتها
الرابطة الإسلامية الصينية هي أكبر منظمة إسلامية في تايوان. كما يقيم المسجد ورش عمل ومناقشات بين الإسلام والكونفوشيوسية والكاثوليكية والبوذية لتعزيز التفاهم المتبادل مع الأديان الأخرى. تقوم الرابطة بأنشطة مختلفة في جميع أنحاء تايوان مثل أعمال التطوع، والمسلمون في تايوان ينظرون إليها بشكل جيد. كما أنهم يديرون مسجد تايبيه الكبير. والمساجد التي تحت ادارتهم تعتمد على مجلس إدارة خاص بكل مسجد يقوم هذا المجلس بادارة شؤون المسجد. يتم ترتيب المنح والخطابات من قبل مؤسسة الثقافة الإسلامية والتعليم.
ترعى الرابطة الإسلامية المعروفة باختصار (CMA) برنامج إذاعي أسبوعي تبثه هيئة الإذاعة الصينية في تايوان والموجهة إلى البر الرئيسي للصين. كما يزودون مواد القراءة للمسلمين في القوات المسلحة لجمهورية الصين (وهي التسمية الخاصة بقوات الجيش التايواني).
إلى جانب تقديم الخدمات للمسلمين والمساعدة في تحسين رفاهية المجتمع التايواني، تشارك الرابطة من خلال لجنة الشؤون الخارجية أيضًا بنشاط في التبادلات الثقافية مع المسلمين في 46 دولة حول العالم، رغم أن هناك العديد من الدول ليس لدى حكومة جمهورية الصين (تايوان) أي علاقة دبلوماسية رسمية معهم. كما أنهم يستقبلون العديد من الزوار المسلمين الأجانب إلى تايوان ويقومون برعايتهم والإهتمام بهم.
تقوم الرابطة الإسلامية الصينية (CMA) بإرسال الطلاب المسلمين التايوانيين إلى الخارج لتلقي التعليم الإسلامي الرسمي. ولزيادة تحسين الجهود المبذولة للحفاظ على العقيدة الإسلامية بين المسلمين في تايوان، وضعت الرابطة خطة "لتثقيف المعلمين العلمانيين" كما وافق مكتب التعليم التابع لحكومة مدينة تايبيه على اقتراح عقد دورات إسلامية للمدارس الابتدائية والثانوية المعلمين خلال الإجازات الصيفية. إضافة إلى ذلك أنها توفر معلومات إسلامية حقيقية لمعلمي المدارس العامة للقضاء على التنميط الإسلامي وسوء الفهم.

## قائمة قادة الرابطة الإسلامية الصينية
قائمة رؤساء الرابطة:
- 1938-1959: باي تشونغشي [15]
- 1959-1967: شي زيزو (時 子 周)

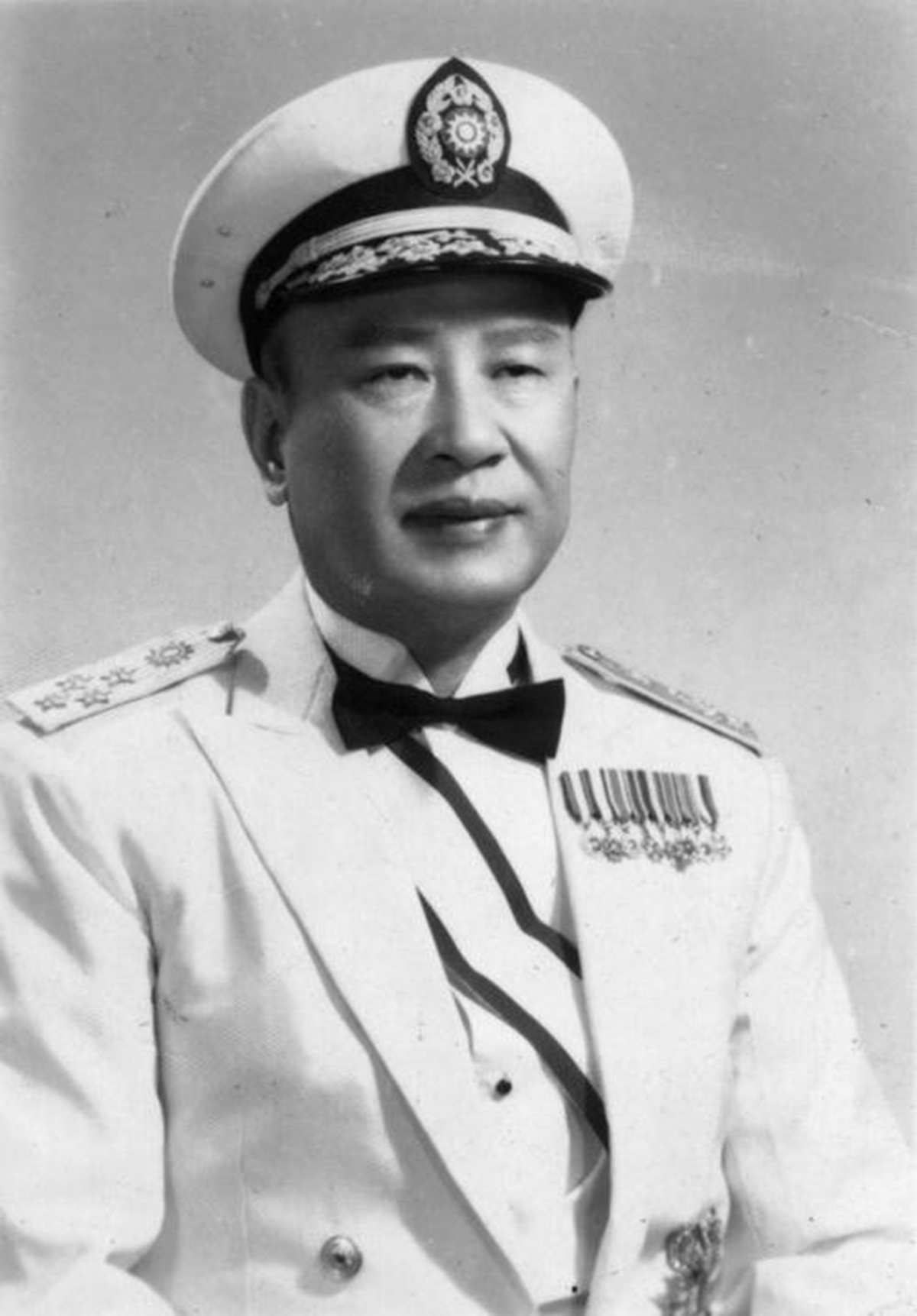
باي تشونغشي

- 1967-1974: تشاو مينغ يوان (بالوكالة)
- 1974-1990: شو شياوتشو (許曉 初)
- 1990-1996: وو هوانهونغ (武 宦 宏)
- 1996-2002: ما جياتشن (馬家珍)
- 2002-2006: ني أنغو (倪安國)
- 2006-2008: ما روهو (馬如虎) [14]
- 2008-: داود تشو يونغ تسينج

## روابط خارجية
- الموقع الرسمي
 (بالصينية)
- About Taipei
- Islam in Taiwan
- Islam and Muslims in Taiwan
- Islam in Taiwan
- Islam in Taiwan